# Thuis (verhaal)
Thuis (Russisch: Дома) is een kort verhaal van de Russische schrijver Anton Pavlovitsj Tsjechov. Het verhaal gaat over de worsteling van de ouder bij de opvoeding van een kind. Het geeft op een komische wijze weer dat de geleerdheid en overtuigingskracht van een ouder niet per definitie leidt tot begrip en gehoorzaamheid van een kind.

## Synopsis
Jevgeni Petrovitsj Bykovski is een rechtsgeleerde werkzaam als procureur-generaal. Hij ontdekt dat zijn zoon, de zevenjarige Serjosja, heeft gerookt. Aanvankelijk vindt hij het beeld van zijn zevenjarige zoon die rookt komisch en beeldt zich glimlachend in dat de zevenjarige Serjosja een ellenlange sigaret rookt. Hij acht de zaak niettemin ernstig en roept zijn zoon bij zich. Serjosja lijkt zich van geen kwaad bewust. Jevgeni Petrovitsj heeft, ondanks zijn professionele overtuigingskracht, veel moeite Serjosja te overtuigen niet meer te roken. Geen van zijn argumenten lijken Serjosja te bewegen om niet meer te roken. Bewust van zijn falen, stuurt hij zijn zoon naar bed. Voor het slapen gaan vertelt hij zijn zoon echter nog een verhaaltje. Hij besluit te improviseren en vertelt een fictief verhaal over een kroonprins die op zijn twintigste sterft door te roken, waardoor het fictieve koninkrijk verloren gaat. Jevgeni Petrovitsj, beseffend dat zijn verhaal belachelijk en naïef is, heeft tot zijn verbazing zijn zoon door dit fictieve verhaal overtuigd: "Ik zal nooit meer roken...", zegt Serjosja.